# Friedrich Sarre
Friedrich Sarre, född 22 juni 1865 i Berlin, död 31 maj 1945 i Neubabelsberg, var en tysk konsthistoriker, arkeolog och forskningsresande.
Han var professor och föreståndare för de efterkristna orientaliska samlingarna i Kaiser Friedrich-Museum i Berlin. Sarre utförde flera betydelsefulla forskningsresor i Mindre Asien, Mesopotamien och Persien. Jämte Ernst Herzfeld har han utfört omfattande utgrävningar i det abbasidiska kalifsätet Samarra i Mesopotamien; jämte svensken Fredrik Robert Martin uppgjorde han planen till den stora orientaliska konstutställningen i München 1910.